# Warsaw (Virgínia)
Warsaw és una població dels Estats Units a l'estat de Virgínia. Segons el cens del 2000 tenia 1.375 habitants.

## Demografia
Segons el cens del 2000, Warsaw tenia 1.375 habitants, 445 habitatges, i 233 famílies. La densitat de població era de 174,6 habitants per km².
Dels 445 habitatges en un 22,5% hi vivien nens de menys de 18 anys, en un 39,1% hi vivien parelles casades, en un 10,8% dones solteres, i en un 47,6% no eren unitats familiars. En el 45,6% dels habitatges hi vivien persones soles el 24,3% de les quals corresponia a persones de 65 anys o més que vivien soles. El nombre mitjà de persones vivint en cada habitatge era de 2,01 i el nombre mitjà de persones que vivien en cada família era de 2,81.
Per edats la població es repartia de la següent manera: un 13,3% tenia menys de 18 anys, un 9,7% entre 18 i 24, un 28,1% entre 25 i 44, un 19,4% de 45 a 60 i un 29,5% 65 anys o més.
L'edat mediana era de 44 anys. Per cada 100 dones de 18 o més anys hi havia 103,8 homes.
La renda mediana per habitatge era de 28.971 $ i la renda mediana per família de 44.167 $. Els homes tenien una renda mediana de 40.052 $ mentre que les dones 23.661 $. La renda per capita de la població era de 21.392 $. Entorn del 12,4% de les famílies i el 16,8% de la població estaven per davall del llindar de pobresa.

## Poblacions més properes
El següent diagrama mostra les poblacions més properes.